# Симашкевич Володимир Миколайович
Володимир Миколайович Симашкевич (30 червня 1907, Теліжинці — 13 жовтня 1976) — український радянський живописець; член Спілки радянських художників України з 1946 року.

## Біографія
Народився 30 червня 1907 року в селі Теліжинцях (нині Хмельницький район Хмельницької області, Україна). Впродовж 1931—1934 років навчався на факультеті живопису в Харківському художньому інституті.
У 1934—1937 роках працював художником газети «Комуна» у Старокостянтинові; у 1937—1941 роках — художником Художнього фонду УРСР у Києві, кінофабрики «Кінохроніка», видавництва «Молодь», в редакції журналів «Юний натураліст», «Піонерія».
Брав участь у німецько-радянській війні. Нагороджений орденом Червоної Зірки (2 липня 1945), медалями.
У Чернівцях з 1945 року. Мешкав в будинку на вулиці Університетській № 48, квартира № 3. Помер 13 жовтня 1976 року.

## Творчість
Працював у галузі станкового живопису, писав портрети, жанрові картини. Серед робіт:
- «Володимир Ленін» (1952);
- «Ольга Кобилянська» (1957);
- «Ланкова М. Шелігон» (1957);
- «Прядильниця М. Рашеніна» (1963);
- «Солдати» (1965);
- «Бесіда з Леніним» (1967);
- «Зустріч із Леніним» (1967);
- «Будівництво дороги» (1967);
- «Ленін із селянами» (1968).

Брав участь у всеукраїнських виставках з 1945 року.